# Тиловайська височина

Розташування Тиловайської височини

Тилова́йська височина́ (Мултан-Тиловайська, Лозинська; рос. Тыловайская возвышенность) — височина у верхів'ях річки Чепца та її лівої притоки Лоза. Розташована у межах Удмуртії та Пермського краю Росії.
Простяглась із південного заходу на північний схід, від верхів'їв річки Кільмезь до річки Чепца. На північному схилі беруть початок ліві притоки Чепци, на південному — праві притоки Ками. Підвищується із півночі на південь. Максимальна висота — 321 м. На північному заході переходить в Красногорську височину, на північному сході — у Верхньокамську.